# 1500 mètres nage libre aux Jeux olympiques d'été de 2016
Navigation
Londres 2012 Tokyo 2020

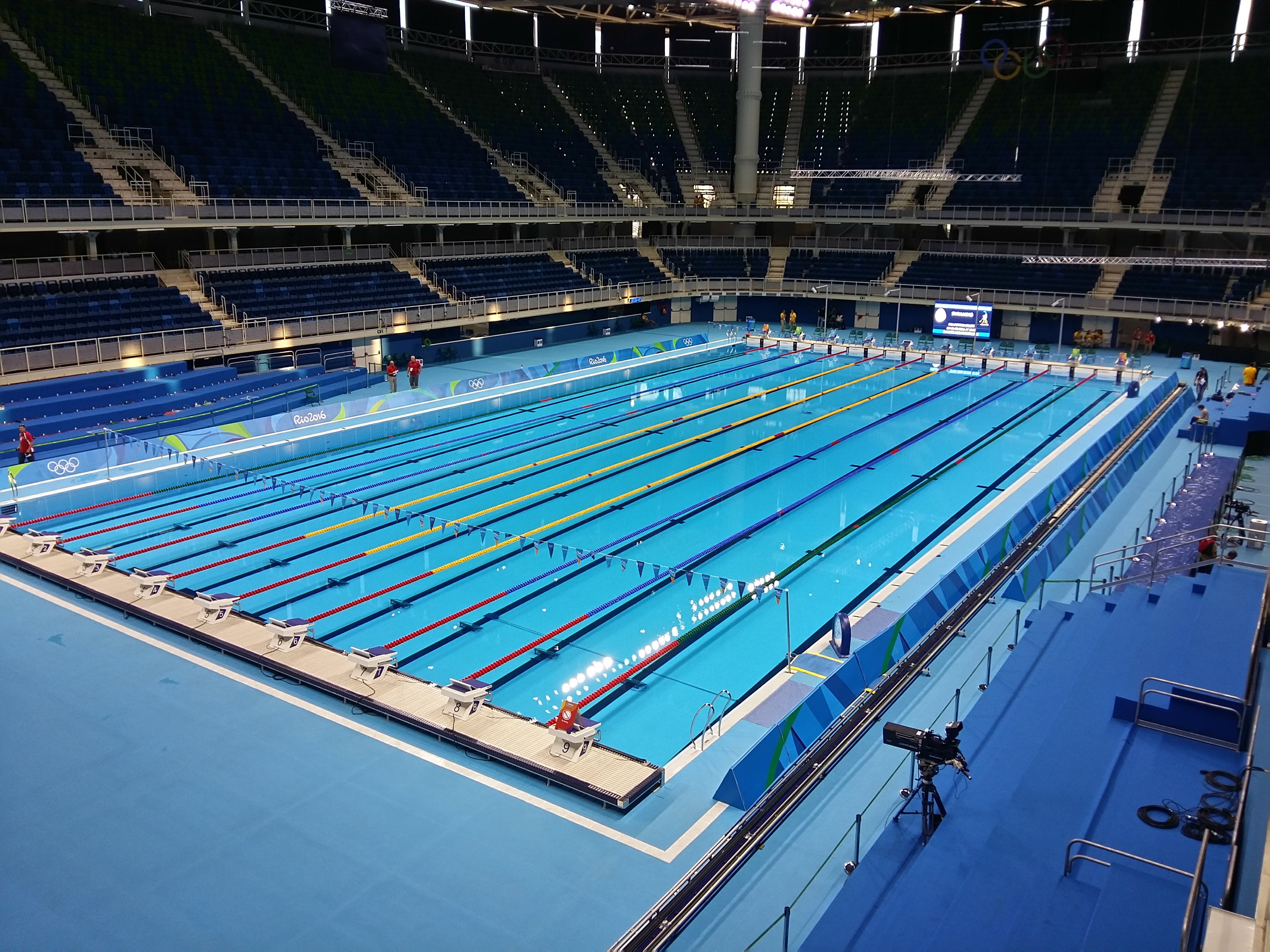
Stade aquatique olympique

Les épreuves du 1500 mètres nage libre aux Jeux olympiques d'été de 2016 se déroulent du 12 au 14 août au Centre aquatique olympique de Rio de Janeiro.

## Qualifications
Pour cette compétition, le temps de qualification olympique (TQO) était de 15:14.77 tandis que le temps de sélection olympique (TSO) était de 15:46.79. Ces temps devaient être inscrits du 1er mars 2015 au 31 mai 2016.

## Record
Avant la compétition, les records étaient de :
| Record du monde  | 14:31.02 | Sun Yang | Chine | 4 août 2012 | Londres, Royaume-Uni | [ 2 ] |
| Record olympique | 14:31.02 | Sun Yang | Chine | 4 août 2012 | Londres, Royaume-Uni | [ 2 ] |

## Résultats

### Séries
Les 8 meilleurs temps des séries sont qualifiés pour la finale.
| #  | Pays | Nom                  | Temps    | Remarque |
| -- | ---- | -------------------- | -------- | -------- |
| 1  |      | Gregorio Paltrinieri | 14:44.51 | Q        |
| 2  |      | Connor Jaeger        | 14:45.74 | Q        |
| 3  |      | Jordan Wilimovsky    | 14:48.23 | Q        |
| 4  |      | Mack Horton          | 14:48.47 | Q        |
| 5  |      | Gabriele Detti       | 14:48.68 | Q        |
| 6  |      | Damien Joly          | 14:48.90 | Q        |
| 7  |      | Ryan Cochrane        | 14:53.44 | Q        |
| 8  |      | Henrik Christiansen  | 14:55.40 | Q        |
| 9  |      | Jack McLoughlin      | 14:56.02 | -        |
| 10 |      | Stephen Milne        | 14:57.23 | -        |
| 11 |      | Ahmed Akram          | 14:58.37 | -        |
| 12 |      | Jan Micka            | 14:58.69 | -        |
| 13 |      | Ilya Druzhinin       | 14:59.56 | -        |
| 14 |      | Yaroslav Potapov     | 15:00.99 | -        |
| 15 |      | Mykhailo Romanchuk   | 15:01.35 | -        |
| 16 |      | Sun Yang             | 15:01.97 | -        |
| 17 |      | Serhiy Frolov        | 15:04.61 | -        |
| 18 |      | Anton Ipsen          | 15:05.91 | -        |
| 19 |      | Gergely Gyurta       | 15:06.24 | -        |
| 20 |      | Ziao Qiu             | 15:06.71 | -        |
| 21 |      | Oussama Mellouli     | 15:07.78 | -        |
| 22 |      | Marcelo Acosta       | 15:08.17 | -        |
| 23 |      | Esteban Enderica     | 15:10.15 | -        |
| 24 |      | Marc Sánchez         | 15:11.38 | -        |
| 25 |      | Ricardo Vargas       | 15:11.53 | -        |
| 26 |      | Antonio Arroyo       | 15:12.61 | -        |
| 27 |      | Tim Shuttleworth     | 15:13.01 | -        |
| 28 |      | Wojciech Wojdak      | 15:13.18 | -        |
| 29 |      | Brandonn Almeida     | 15:14.73 | -        |
| 30 |      | Pál Joensen          | 15:18.49 | -        |
| 31 |      | Miguel Valente       | 15:22.57 | -        |
| 32 |      | Florian Wellbrock    | 15:23.88 | -        |
| 33 |      | Mateusz Sawrymowicz  | 15:26.33 | -        |
| 34 |      | Richárd Nagy         | 15:26.48 | -        |
| 35 |      | Kristóf Rasovszky    | 15:29.36 | -        |
| 36 |      | Martin Bau           | 15:29.95 | -        |
| 37 |      | Mihajlo Čeprkalo     | 15:31.62 | -        |
| 38 |      | Matt Hutchins        | 15:32.60 | -        |
| 39 |      | Welson Sim           | 15:32.63 | -        |
| 40 |      | Nicolas D'Oriano     | 15:33.62 | -        |
| 41 |      | Matthew Mark Meyer   | 15:36.22 | -        |
| 42 |      | Felix Auböck         | 15:36.24 | -        |
| 43 |      | Martín Naidich       | 15:39.93 | -        |
| 44 |      | Wesley Roberts       | 15:44.32 | -        |
| 45 |      | Felipe Tapia         | 16:02.44 | -        |
| -  |      | Park Tae-hwan        | -        | DNS      |

### Finale
| #                  | Pays | Nom                  | Temps    | Remarque |
| ------------------ | ---- | -------------------- | -------- | -------- |
| Médaille d'or      |      | Gregorio Paltrinieri | 14:34.57 | -        |
| Médaille d'argent  |      | Connor Jaeger        | 14:39.48 | -        |
| Médaille de bronze |      | Gabriele Detti       | 14:40.86 | -        |
| 4                  |      | Jordan Wilimovsky    | 14:45.03 | -        |
| 5                  |      | Mack Horton          | 14:49.54 | -        |
| 6                  |      | Ryan Cochrane        | 14:49.61 | -        |
| 7                  |      | Damien Joly          | 14:52.73 | -        |
| 8                  |      | Henrik Christiansen  | 15:02.66 | -        |